# Ab in den Süden (Musical)
Ab in den Süden ist ein Schlager-Musical von Espen Nowacki. Die Musik basiert auf den 50 bekanntesten Schlagerliedern.
Das Musical tourt jährlich durch Deutschland. Die Uraufführung fand im Jahr 2016 statt.
Zur Besetzung gehören unter anderem Espen Nowacki, Jeanne Marie-Nigl, Maike Katrin Merkel, Michael Müller, Dalma Viczina, Tim Reichwein, Monika Staszak, Yvonne Köstler, Ben Schobel, Johanna Wypich, Thorin Kuhn, Marina Pechmann, Dominic Niedenzu, Eva Kuperion und Michael Thurner.

## Handlung
Drei deutsche Paare stehen im Fokus der Handlung. Diese treffen sich im Urlaub in einem Hotel an der Riviera. Dort kommt es zu Irrungen und Wirrungen zwischen den Paaren, die unterschiedlicher nicht sein könnten.
Resi (44 Jahre) und Michael (45 Jahre) Schnitzler aus Düsseldorf suchen Erholung an der Riviera. Michael wird von Resi kommandiert. Resi wird derweil von Johnny umschmeichelt.
Anita (27 Jahre) und Johnny (30 Jahre) aus München-Schwabing kommen aus der Münchner High-Society und sind bereits seit 10 Jahren ein Paar, Anita wartet vergeblich auf den Heiratsantrag. Sie fühlt sich jedoch zu Thorben hingezogen.
Marina (17 Jahre) und Thorben (19 Jahre), ebenfalls aus NRW, verbringen ihren ersten gemeinsamen Urlaub und treffen dort auf Thorbens Mathelehrer, Herrn Schnitzler, der ein Auge auf Marina wirft.

## Pressestimmen
„So etwas kommt an beim Publikum, das mitten unterm Stück vor lauter Begeisterung stehende Ovationen gibt. Besonders vergnüglich sind Mitmachaktionen: Da galoppiert schon mal ein Besucher mit Schauspielerin huckepack durch die Zuschauerarena. Ein paar Abstriche gibt es für die Aufführungsqualität. Gesanglich war nicht immer alles zum Besten, teilweise klangen die Melodien ein wenig schräg. Möglicherweise lag es am wichtigen Mann am Mischpult, der die Regler nicht immer zur vollsten Zufriedenheit bediente. Egal, insgesamt war ‚Ab in den Süden‘ eine flotte Show, die ihre Zuschauer begeistert den Nachhauseweg antreten ließ.“ – Romi Löbhard: 50 Schlager aus 50 Jahren, Augsburger Allgemeine vom 7. November 2017
„Nachdem das Beziehungskarussell zum Stillstand gekommen war, begann der große Showdown deutscher Schlagerkultur. Hatten die Zuschauer schon bisher lautstark mitgesungen und geklatscht, so hielt es sie ab jetzt nicht mehr auf den Sitzen.“ – Monika Fischer: Turbulenter Urlaub mit Heiterkeitsausbrüchen, Schwäbische vom 21. Januar 2019

## Liedauswahl
- Ab in den Süden – Buddy vs. DJ The Wave
- Schön ist es auf der Welt zu sein – Roy Black & Anita
- Marina – Rocco Granata
- Schickeria – Rainhard Fendrich
- Schuld war nur der Bossa Nova – Manuela
- Siebzehn Jahr, blondes Haar – Udo Jürgens
- Mit 17 hat man noch Träume – Peggy March
- Rote Lippen soll man küssen – Cliff Richard
- Anita – Costa Cordalis
- Ich will keine Schokolade – Trude Herr
- Du hast den Farbfilm vergessen – Nina Hagen & Automobil
- Das bisschen Haushalt – Johanna von Koczian
- Die Liebe ist ein seltsames Spiel – Connie Francis
- Männer sind Schweine – Die Ärzte
- Marmor, Stein und Eisen bricht – Drafi Deutscher
- Hello Again – Howard Carpendale
- Sternenhimmel – Hubert Kah
- Ein Stern (… der deinen Namen trägt) – DJ Ötzi & Nik P.
- Wahnsinn – Wolfgang Petry
- Eine neue Liebe ist wie ein neues Leben – Jürgen Marcus
- Ein bißchen Frieden – Nicole
- Tage wie diese – Die Toten Hosen
- Major Tom (völlig losgelöst) – Peter Schilling

Bis Mai 2019 war auch Atemlos durch die Nacht von Helene Fischer Teil des Musicals.